# Syd Crabtree
Sydney Alfred „Syd“ Crabtree (* 1903 oder 1904; † 13. Juni 1934 in Verandah, Isle of Man) war ein britischer Motorradrennfahrer.
Er lebte in Altrincham, Cheshire, wo er als Motorradverkäufer arbeitete.

## Karriere
Syd Crabtree nahm im Jahr 1922 auf einer 500-cm³-Sunbeam erstmals an der Tourist Trophy auf der Isle of Man, dem damals schwierigsten Motorradrennen der Welt, teil. Bis einschließlich 1927 startete er auf einem Eigenbau-Motorrad mit 250-cm³-J.A.P.-Einbaumotor sehr erfolgreich bei zahlreichen nationalen und internationalen Rennen.
1926 gewann der Brite unter anderem die Viertelliterläufe beim Großen Preis der U.M.F. in Frankreich und beim Ulster Grand Prix in Nordirland. 1927 siegte er erneut in Frankreich sowie beim Grand Prix von Belgien in Spa-Francorchamps. Im Rennen der Lightweight-Klasse bei der Tourist Trophy belegte er den vierten Rang.
Ab der Saison 1928 startete Syd Crabtree für Excelsior. Bei der Viertelliter-TT wurde er erneut Vierter, danach gewann er die Dutch TT in Assen und den Großen Preis von Deutschland auf dem Nürburgring. Kurze Zeit später feierte er beim Großen Preis der U.M.F. seinen dritten 250-cm³-Sieg in Folge, auch den Großen Preis von Belgien konnte der Brite wiederum gewinnen. Am letzten Juliwochenende wurde im Rahmen des Großen Preises der Schweiz auf dem Circuit de Meyrin in Genf die Motorrad-Europameisterschaft 1928 ausgefahren. Crabtree startete auf einem Excelsior-Gespann in der 350-cm³-Seitenwagen-Klasse, gewann das Rennen, in dem nur zwei Starter das Ziel erreichten und wurde damit erster 350er-Seitenwagen-Europameister der Geschichte.
In die Saison 1929 startete Syd Crabtree mit dem Sieg bei der Lightweight-TT, dem einzigen Tourist-Trophy-Sieg seiner Laufbahn. Wenige Wochen später gewann er in Le Mans zum vierten Mal in Folge den Frankreich-Grand-Prix und war auch wieder beim Großen Preis von Deutschland, diesmal auf einer Hecker-J.A.P., erfolgreich.
Im Junior-TT-Rennen (350-cm³-Klasse) 1930 schied Crabtree mit einem gebrochenen Auspuff an seiner Excelsior aus. Seinen einzigen internationalen Erfolg der Saison erzielte der Brite beim Großen Preis von Belgien in Spa, der in diesem Jahr EM-Lauf war. Er setzte sich im 250-cm³-Rennen gegen seine Landsmänner Ted Mellors und George Himing (beide A.J.S.) durch und wurde zum zweiten Mal in seiner Karriere Motorrad-Europameister.

### Tödlicher Unfall
Syd Crabtree verunglückte am 13. Juni 1934 im Rennen der Lightweight-TT im Alter von 31 Jahren tödlich. Das Rennen der 250er-Klasse wurde an diesem Tag um 10:00 Uhr unter sehr schlechten Wetterbedingungen gestartet. Es regnete stark und Teile des knapp 38 Meilen langen Snaefell Mountain Course waren in dichten Nebel gehüllt. Crabtree kam nicht aus der ersten Runde zurück, zuletzt gemeldet wurde er um etwa 10:40 Uhr bei Stonebreakers Hut zwischen dem 29. und 30. Meilenstein. Um etwa 11:15 Uhr wurde von einem Zuschauer sein lebloser Körper zwischen Stonebreakers Hut und Verandah entdeckt.
Syd Crabtree hatte aller Wahrscheinlichkeit nach in einer Nebelbank die Orientierung verloren und war von der Strecke abgekommen. Er war etwa 20 Meter über den Grünstreifen gefahren und dann gegen einen eisernen Pfosten sowie ein Tor geprallt und war auf der Stelle tot.
Sein Unfall löste heftige Diskussion um die Sicherheit der Strecke aus.

## Statistik

### Erfolge
- 1928 – 350-cm³-Gespann-Europameister auf Excelsior
- 1930 – 250-cm³-Europameister auf Excelsior
- 1 Sieg beim Ulster Grand Prix

### Isle-of-Man-TT-Siege
| Jahr | Klasse                | Maschine  | Durchschnittsgeschwindigkeit |
| ---- | --------------------- | --------- | ---------------------------- |
| 1929 | Lightweight (250 cm³) | Excelsior | 63,87 mph (102,79 km/h)      |